# 西安桥站
西安桥站是位于吉林省长春市朝阳区的一个轻轨车站，属于长春轨道交通3号线。因3号线东延线建设，已于2021年3月8日暂时关闭，并因西安桥重新建设暂缓开通，于2023年5月12日恢复运营。

## 车站构造
两个侧式月台，为地面车站。

## 历史
- 2002年10月30日 - 开通使用。
- 2021年3月8日 - 暂时关闭。
- 2023年5月12日 - 恢复运营。[2]

## 车站周边
- 西安大路公铁立交桥

1. ↑  .   [2021-03-12]. （原始内容存档于2021-03-10）.
2. 1 2  . 2023-05-11  [2023-05-11]. （原始内容存档于2023-05-11）.